# Robert White (pilot)
Robert Michael White (ur. 6 lipca 1924 w Nowym Jorku, zm. 17 marca 2010 w Orlando) – amerykański wojskowy pilot doświadczalny, generał major United States Air Force. W latach 60. pobił wiele rekordów aeronautycznych i astronautycznych na amerykańskim samolocie eksperymentalnym North American X-15.

## Wykształcenie i służba wojskowa
Do służby wojskowej wstąpił w listopadzie 1942 w stopniu podchorążego. Służył w United States Army Air Forces. Skrzydełka pilota otrzymał jako podporucznik w lutym 1944. W lutym 1945 został zestrzelony podczas swojego 52. lotu bojowego nad Niemcami. Dostał się do niewoli, w której przebywał do wyzwolenia w kwietniu 1945.
Aktywną służbę porzucił w grudniu 1945 i został przydzielony do lotniczych sił rezerwowych w bazie Mitchel. W tym czasie rozpoczął studia na kierunku inżynierii elektrycznej na Uniwersytecie Nowojorskim, gdzie w 1951 uzyskał tytuł licencjata inżynierii elektrycznej.
Do aktywnej służby powrócił w maju 1951, podczas wojny koreańskiej. Początkowo służył w bazie Mitchel. W lutym 1952 został przydzielony do 40 Eskadry Myśliwców w pobliżu Tokio. W sierpniu 1953 powrócił do Stanów i służył w Griffiss Air Force Base w Rome w stanie Nowy Jork.
W czerwcu 1954 został przeniesiony do Edwards Air Force Base, gdzie uczęszczał do szkoły pilotów eksperymentalnych do czerwca 1955. Po jej ukończeniu aż do października 1963 latał jako pilot eksperymentalny, między innymi samolotem X-15, na którym odbył 16 lotów.
Następnie został wysłany do Bitburga w Niemczech Zachodnich, gdzie służył w jednostkach lotniczych. Do USA powrócił w sierpniu 1965, uczęszczał do Industrial College of the Armed Forces, którą ukończył rok później. W tym samym, 1966 roku uzyskał tytuł magistra nauk ścisłych w zakresie zarządzania przedsiębiorstwami na George Washington University.
W maju 1967 został przydzielony do Takhli Royal Thai Air Force Base w Tajlandii. W trakcie wojny wietnamskiej brał udział w 70. misjach na samolocie Republic F-105 Thunderchief nad Wietnamem Północnym.
W czerwcu 1968 powrócił do Stanów i służył w Wright-Patterson Air Force Base, a w sierpniu 1970 przeniósł się do Edwards Air Force Base i tam został szefem ośrodka testowego sił powietrznych. W listopadzie 1972 służył w Maxwell Air Force Base w Alabamie. W marcu 1975 został szefem sztabu formacji NATO – Fourth Allied Tactical Air Force w Ramstein Air Base w Niemczech Zachodnich, gdzie służył aż do przejścia w stan spoczynku 1 lutego 1981.

## Astronauta
17 lipca 1962 w trakcie lotu 62 samolotem X-15 osiągnął pułap 95,9 km, bijąc ówczesny rekord wysokości lotu samolotem. Za przekroczenie w tym locie granicy kosmosu otrzymał skrzydełka astronauty (Astronaut Badge).

## Odznaczenia i nagrody
- Air Force Cross
- Air Force Distinguished Service Medal – dwukrotnie
- Army Distinguished Service Medal
- Silver Star – czterokrotnie
- Legion of Merit
- Distinguished Flying Cross – pięciokrotnie
- Bronze Star
- Air Medal z trzema srebrnymi i jednym brązowym liśćmi
- NASA Distinguished Service Medal
- Presidential Unit Citation
- Air Force Outstanding Unit Award z odznaką waleczności
- Organizational Excellence Award
- Prisoner of War Medal
- Army Good Conduct Medal
- American Campaign Medal
- European-African-Middle Eastern Campaign Medal – czterokrotnie
- World War II Victory Medal
- National Defense Service Medal – dwukrotnie
- Korean Service Medal – dwukrotnie
- Vietnam Service Medal – czterokrotnie
- Air Force Longevity Service Award – dziewięciokrotnie
- Armed Forces Reserve Medal
- Small Arms Expert Marksmanship Ribbon
- Korean War Service Medal (Korea Południowa)
- United Nations Korea Medal (ONZ)
- Medal Honoru Wietnamskich Sił Zbrojnych (Wietnam Płd.)
- Gallantry Cross Unit Citation z palmą (Wietnam Płd.)
- Medal „Za kampanię w Wietnamie” (Wietnam Płd.)
- Universal Astronaut Insignia za lot suborbitalny (nr 3, pośmiertnie) – Stowarzyszenie Uczestników Lotów Kosmicznych (Association of Space Explorers(inne języki))[4]